# 伊丽莎白·皮内多
伊丽莎白·皮内多（西班牙語：Elisabeth Pinedo，1981年5月13日—），西班牙女子手球运动员。她曾代表西班牙参加2012年和2016年夏季奥林匹克运动会手球比赛，其中2012年奥运会获得一枚铜牌。

## 家庭
孪生姐妹帕特里夏·皮内多。